# Радзе (Підляське воєводство)
Радзе (пол. Radzie) — село в Польщі, у гміні Ясвіли Монецького повіту Підляського воєводства.
Населення — 92 особи (2011).
У 1975-1998 роках село належало до Білостоцького воєводства.

## Демографія
Демографічна структура станом на 31 березня 2011 року:
|          | Загалом | Допрацездатний вік | Працездатний вік | Постпрацездатний вік |
| -------- | ------- | ------------------ | ---------------- | -------------------- |
| Чоловіки | 45      | 8                  | 30               | 7                    |
| Жінки    | 47      | 9                  | 29               | 9                    |
| Разом    | 92      | 17                 | 59               | 16                   |